# Arethusana
Arethusana är ett släkte av fjärilar. Arethusana ingår i familjen praktfjärilar.

## Bildgalleri

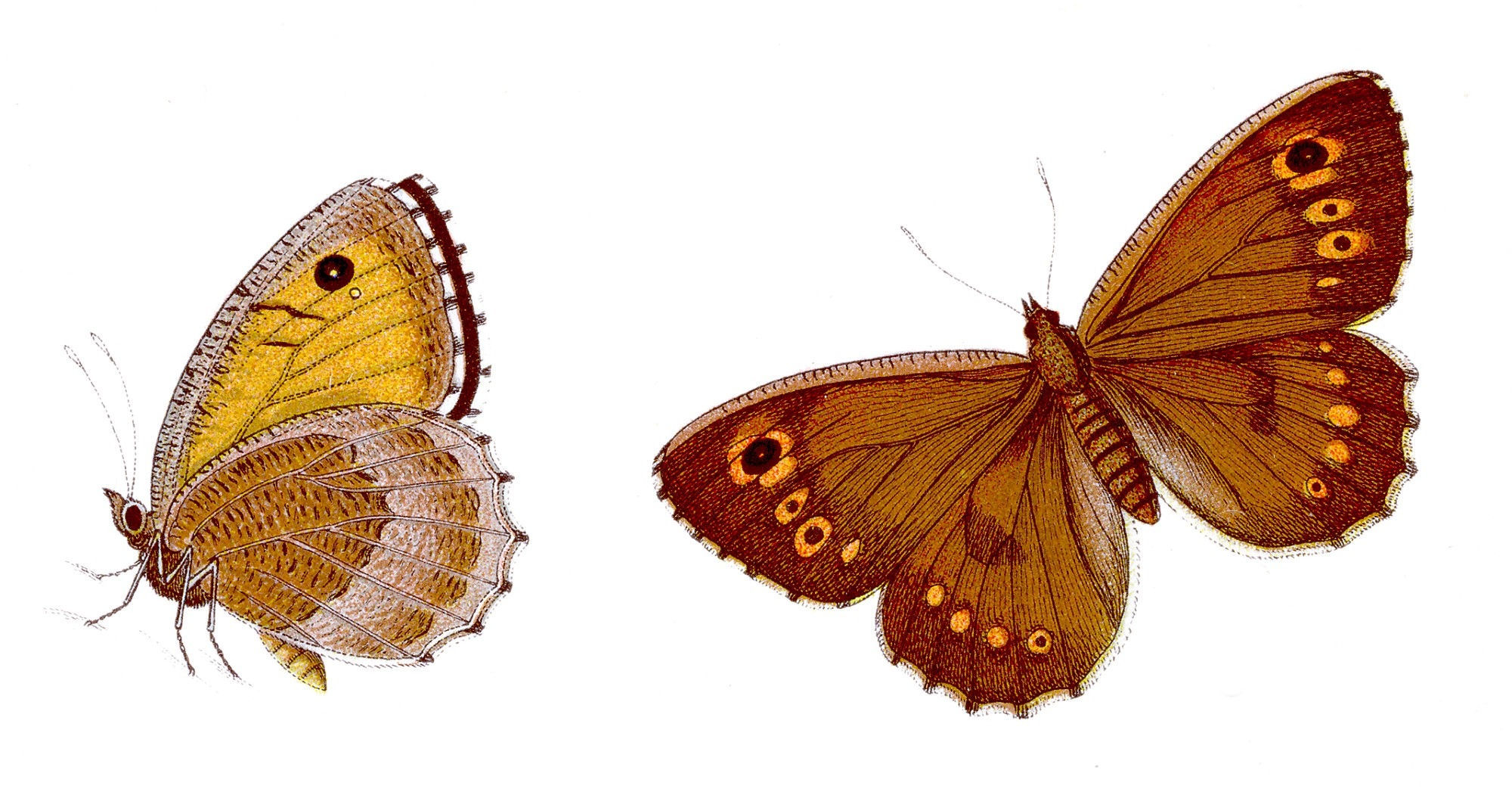

## Dottertaxa tillArethusana, i alfabetisk ordning[1]
- Arethusana addenda
- Arethusana aksouali
- Arethusana albina
- Arethusana albinothellensis
- Arethusana allobrogicus
- Arethusana alphea
- Arethusana alpheios
- Arethusana anopenopterus
- Arethusana arethusa
- Arethusana aurantiaca
- Arethusana boabdil
- Arethusana calciphila
- Arethusana carsicus
- Arethusana claramaritima
- Arethusana daemon
- Arethusana dentata
- Arethusana erythia
- Arethusana exilis
- Arethusana galatia
- Arethusana ganda
- Arethusana heptapotamica
- Arethusana latefasciata
- Arethusana ligustica
- Arethusana mediofasciata
- Arethusana novopunctata
- Arethusana obscura
- Arethusana obsoleta
- Arethusana ocellata
- Arethusana peszerensis
- Arethusana pontica
- Arethusana pulchravariegata
- Arethusana reducta
- Arethusana segusiana
- Arethusana strumata
- Arethusana sultana
- Arethusana unicolor
- Arethusana variegata
- Arethusana veleta